# Сен-Панкре
Сен-Панкре́ (фр. Saint-Pancré) — коммуна во французском департаменте Мёрт и Мозель региона Лотарингия. Относится к  кантону Лонгийон.	

## География
Сен-Панкре расположен в 60 км к северо-западу от Меца и в 105 км к северо-западу от Нанси недалеко от  бельгийской границы. Соседние коммуны: Виль-Удлемон на севере, Горси на северо-востоке, Телланкур на юге, бельгийская коммуна Руэтт на западе.

## История
- Коммуна входила в историческую провинцию Барруа.
- Бюре-ла-Виль вошёл в Сен-Панкре в 1811 году.

## Демография
Население коммуны на 2010 год составляло 315 человек.
| 1962 | 1968 | 1975 | 1982 | 1990 | 1999 | 2010 |
| ---- | ---- | ---- | ---- | ---- | ---- | ---- |
| 296  | 267  | 271  | 276  | 270  | 284  | 315  |

## Достопримечательности
- Остатки циркулярного основания замка де Файи XVI века.
- Церковь Сен-Панкре, построена в 1830 году и заменила более старую церковь.